# Syria i Liban
Mandat Syrii i Libanu – terytorium mandatowe utworzone przez Ligę Narodów po I wojnie światowej, po podziale prowincji pokonanego Imperium Osmańskiego. W ciągu dwóch lat po zakończeniu działań wojennych, co miało miejsce w 1918, Francja i Wielka Brytania dokonały podziału dawnych prowincji osmańskich na Bliskim Wschodzie, na swoje strefy wpływów. Była to realizacja umowy Sykes-Picot zawartej jeszcze w trakcie wojny, 6 maja 1916. Wielkiej Brytanii przypadły Mezopotamia (Irak) i południowa część Wielkiej Syrii (Palestyna). Francja miała kontrolować część Wielkiej Syrii (konkretnie: dzisiejsze Liban, Syria i turecka prowincja Hatay).
Kontrola Francji i Wielkiej Brytanii nad tymi terytoriami została zalegalizowana poprzez system mandatowy Ligi Narodów. Mandaty były nadawane w latach 20. Francja otrzymała mandat syryjski, przyznający jej tereny Wielkiej Syrii (poza tymi, które przypadły Brytyjczykom) 29 września 1923.
Francuska władza na terytoriach mandatu syryjskiego trwała do 1943, kiedy to doszło do powstania dwóch niepodległych państw – Syrii i Libanu. Hatay zaś, został przyłączony do Turcji już w 1939, na podstawie referendum. Ostatnie francuskie wojska opuściły tereny mandatu w 1946.

## Syria

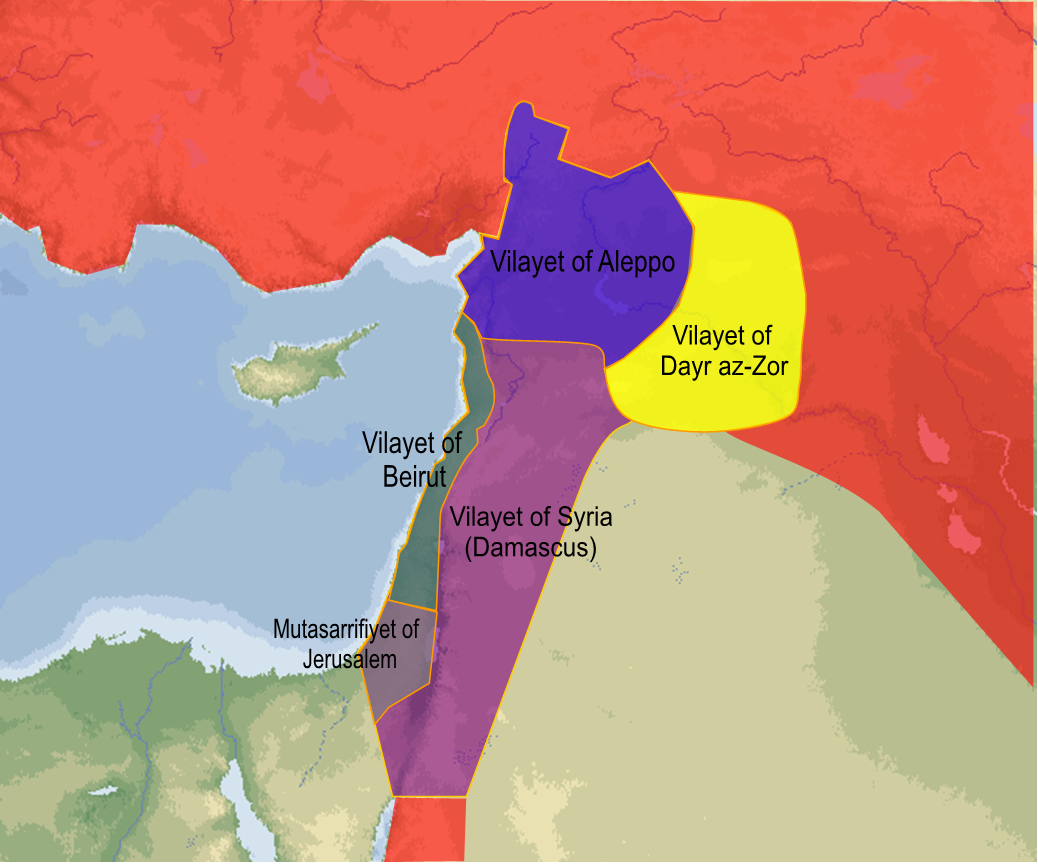
Mapa Wielkiej Syrii

Mianem Syrii współcześnie określa się, leżącą na Bliskim Wschodzie, Syryjską Republikę Arabską. Dawniej jednak Syrią nazywano nie tylko ten kraj, ale także tereny należące dziś do Izraela, Autonomii Palestyńskiej, Iraku, Libanu, Jordanii, Turcji i Iranu. Dlatego właśnie wiele ruchów, idei czy inicjatyw mogło określać się jako syryjskie, tak jak i wielu ludzi mogło identyfikować się jako Syryjczycy, mimo iż tereny na których żyli i działali nie należą do współczesnej Syrii.

## Królestwo Wielkiej Syrii

Flaga używana przez arabską administrację na terenie Syrii (1918–1920)

W czasie I wojny światowej, brytyjskie wojska dowodzone przez marszałka Edmunda Henry’ego Allenby pokonały oddziały osmańskie i w 1918 zdobyły Damaszek. Sojusznikami Brytyjczyków byli arabscy rebelianci dowodzeni przez Fajsala, syna Saida Husajna ibn Alego. Fajsal był liderem Arabów buntujących się przeciwko rządom Stambułu. 
On też w październiku 1918 roku ustanowił w Damaszku pierwszy arabski rząd i mianował Alego Rida ar-Rikabiego na ministra wojska.
Nowa arabska administracja zaczęła tworzyć lokalne urzędy w głównych miastach Syrii, wzrastały nastroje niepodległościowe i świadomość ludności arabskiej. Przejawiało się to między innymi w używaniu panarabskich flag. Na fali popularności idei panarabskich, pokładano nadzieję w słowa Brytyjczyków, obiecujących że utworzone zostanie niepodległe, arabskie państwo. W jego skład miałyby wchodzić wszystkie ziemie zamieszkane przez Arabów – od Syrii aż do Jemenu.
Była to jednak tylko propaganda mająca zapewnić poparcie dla sił Ententy. W rzeczywistości zamierzano zrealizować postanowienia tajnego układu Sykes-Picot. Allenby zezwalał więc na tworzenie administracji arabskiej tylko na obrzeżach Syrii. 8 października 1918 roku wojska francuskie dokonały desantu i opanowały Bejrut. Następnie zajęły całe wybrzeże Libanu aż do miasta Naquora. Brytyjskie wojska wycofały się z tych terenów. Francuzi zaś szybko przystąpili do rozwiązywania lokalnych, arabskich władz i zastępowania ich swoją administracją.
Francuzi domagali się pełnego wykonania postanowień umowy i oddania im przewidzianej dla nich części Syrii. 26 listopada 1919 oddziały brytyjskie wycofały się z Damaszku, aby uniknąć konfrontacji z armią francuską. Arabski rząd został pozostawiony sam sobie. 

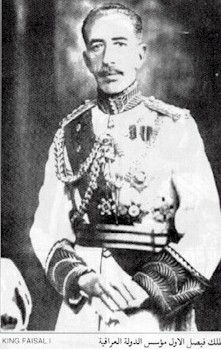
Fajsal I

Fajsal, od listopada 1918 roku parokrotnie udawał się z wizytą do Europy, próbując nakłonić Paryż i Londyn do zmiany ich zamiarów. Jego starania zakończyły się jednak klęską. Francuzi, aby dać innym do zrozumienia, jak traktują interwencję na tych terenach, nadali generałowi Henri Gouraudowi tytuł Wysokiego Komisarza Syrii i Cylicji. Oznaczało to, że w imieniu rządu francuskiego przejmuje on władzę w Syrii.
W czerwcu 1919 amerykańska komisja Kinga-Crane’a przyjechała do Syrii w celu poznania nastrojów i opinii miejscowych na temat przyszłości ich kraju. Komisja pracowała na terenach między Aleppo a Beer Szewą, odwiedziła 36 miast i ponad 300 wiosek, spotkała się z ponad 2 tysiącami delegatów i otrzymała ponad 3 tysiące wniosków i próśb. Komisja, kończąc swoje prace, stwierdziła, iż opozycja wobec władzy Francji i Wielkiej Brytanii jest bardzo silna. Arabowie nie chcą mandatu i obawiają się planów utworzenia w Palestynie żydowskiego państwa, deklarowanych przez brytyjskiego premiera Arthura Balfoura. Pragną natomiast utworzenia niepodległego państwa składającego się ze wszystkich części Wielkiej Syrii. Na konferencji paryskiej trwającej od 18 stycznia 1919 roku do 21 stycznia 1920 roku, Fajsalowi nie udało się zwrócić uwagi państw Ententy na żądania Arabów. Wielka Brytania i Francja postanowiły zignorować ich niepodległościowe dążenia i dalej realizować swoje plany, zaś wnioski komisji Kinga-Crane’a po prostu odrzucono.
W maju 1919 doszło do wyborów do Kongresu Syryjskiego. 80% głosów otrzymali konserwatyści, ale poparciem cieszyli się także liderzy nacjonalistów: Dżamil Mardam bej, Szukri al-Kuwatli, Ahmad al-Kadri, Ibrahim Hananu i Rijad as-Sulh.
Kiedy Fajsal, jako przedstawiciel Syrii poszedł na kompromis z francuskim premierem Clemenceau i liderem Światowej Organizacji Syjonistycznej – Chaimem Weizmanem – w sprawie imigracji żydowskiej do Palestyny, w jego kraju doszło do zamieszek przeciwko rodowi Haszymitów, z którego się wywodził. Zbuntowali się także muzułmańscy mieszkańcy Libanu, bojący się włączenia ich do planowanego Wielkiego Libanu, w którym większością byliby chrześcijanie.
W marcu 1920 Syryjski Kongres obradujący w Damaszku pod przewodnictwem Haszima al-Atasiego odrzucił ugodę zawartą przez Fajsala z Clemencau. W czasie obrad królem obrano Fajsala i ogłoszono, że celem jest utworzenie Wielkiej Syrii w jej dawnych granicach. Kongres proklamował także polityczną i gospodarczą unię z sąsiednim Irakiem oraz popierał Irackie dążenia niepodległościowe.
25 kwietnia rada państw Ententy przyznała Francji mandat syryjski (obejmujący także Liban), a Wielkiej Brytanii mandat iracki oraz palestyński (wraz z Jordanią). W Syrii na wieść o tej decyzji wybuchły krwawe zamieszki. 7 maja doszło do sformowania nowego rządu, na czele którego stanął Haszim al-Atasi. Jedną z jego pierwszych decyzji była uchwała dotycząca poboru do wojska i finansowania armii.
Projekty te spowodowały natychmiastową reakcję Francuzów i popierających ich maronitów, których patriarcha nazwał poczynania nowego rządu „zamachem stanu”. W Bejrucie, na fali niezadowolenia miejscowych chrześcijan z rządów Fajsala zdecydowano się na zwołanie maronickiego kongresu w miejscowości Babda. Zgromadzenie to proklamowało utworzenie Libanu.
14 lipca generał Gouraud wysłał Fajsalowi ultimatum. Zażądał od niego podporządkowania się Francji lub abdykacji. Król, wiedząc, że Arabowie nie mają szans w starciu z armią francuską, zdecydował się na współpracę. Młody syryjski minister obrony, Jusuf al-Azma, odmówił jednak wykonania królewskich rozkazów. Francuzi zaatakowali dowodzone przez niego wojska i pokonali je w bitwie pod Majsalun 24 lipca 1920 roku. Al-Azma został zabity w czasie walki wraz z większością swoich żołnierzy. Dowodzący Francuzami generał Goybet dzień po bitwie wkroczył do Damaszku.
Francuzi nie mieli większych problemów przy opanowywaniu Libanu, gdzie miejscowa, chrześcijańska większość postrzegała ich jako wyzwolicieli z długotrwałego ucisku islamu. Inaczej było w Syrii, gdzie stawiano im zaciekły opór. Opanowanie całego kraju i stłumienie lokalnych powstań (silnych zwłaszcza w Aleppo i na terenach zamieszkiwanych przez Alawitów i Druzów) zajęło Francuzom trzy lata i zakończone zostało dopiero w 1923.

## Pod władzą francuską
Po konferencji w San Remo przyznającej Francuzom tereny na Bliskim Wschodzie i zwycięstwie w bitwie pod Majsalun, generał Henri Gouraud podzielił tereny mandatu syryjskiego na sześć części: Okręg Damaszek (powstał w 1920 roku), Okręg Aleppo (1920), Państwo Alawitów (1920), Dżabal ad-Duruz (1921), Autonomiczny Sandżak Aleksandretty (1921) i Wielki Liban (1920).

Flaga Federacji Syryjskiej (1924–1930)

W lipcu 1922 roku Francuzi utworzyli Federację Syryjską składającą się z Państwa Alawitów (Latakia), Okręgu Damaszek i Okręgu Aleppo. Dżabal ad-Duruz, Sandżak Aleksandretty i Wielki Liban nie weszły w skład federacji. W grudniu 1924 roku Federacja przestała istnieć. Wystąpili z niej Alawici, zaś okręgi Damaszku i Aleppo zostały połączone w Okręg Syria.
W 1925 roku lokalne powstanie w Dżabal ad-Duruz, któremu przewodził Sultan al-Atrasz, przerodziło się w ogólnokrajową rewoltę. Francuzi próbowali oddzielić dawny Okręg Aleppo, ale głosowanie mające do tego doprowadzić, zostało udaremnione przez zwolenników powstania. 14 maja 1930 roku w Okręgu Syria proklamowano utworzenie Republiki Syryjskiej z nową konstytucją. Trwały walki między powstańcami a armią francuską.
W 1936 roku zawarty został francusko-syryjski traktat, w którym Francja uznawała niepodległość Syrii i zgadzała się na przyłączenie do niej okręgów Latakii, Aleksandretty i Dżabal ad-Duruz. Nie został on jednak ratyfikowany przez francuski parlament. Mimo to Syryjczycy uznawali jego postanowienia za ważne i wszystkie utworzone przez Francuzów okręgi (z wyjątkiem Wielkiego Libanu) przyłączyły się do Republiki Syryjskiej. Haszim al-Atasi został wybrany pierwszym prezydentem.
We wrześniu 1938 Francja oddzieliła od Syrii niedawno z nią zjednoczony Sandżak Aleksandretty. W jego miejsce sformowano Republikę Hatay, która rok później, w wyniku referendum, została przyłączona do Turcji. Syria do dziś nie uznała inkorporacji części swego terytorium.
Po klęsce Francji w II wojnie światowej w 1940 roku Syria znalazła się pod kontrolą kolaborującego z Niemcami rządu Vichy. Szybko jednak została zajęta przez siły Komitetu Wolnej Francji i wojska brytyjskie. Syryjczycy po raz kolejny proklamowali niepodległość w 1941 roku, ale pozostawała ona powszechnie nieuznawana do 1 stycznia 1944 roku. Działania nacjonalistów oraz naciski ze strony Wielkiej Brytanii zmusiły francuskie garnizony do opuszczenia Syrii. Ostatni żołnierze francuscy wyjechali 17 kwietnia 1946 roku.
W latach 40. XX wieku Wielka Brytania potajemnie udzielała poparcia planom utworzenia Wielkiej Syrii, która byłaby od niej częściowo zależna. Miało to rozszerzyć i zabezpieczyć brytyjskie wpływy w regionie. Plany te storpedowały Francja i Stany Zjednoczone.

## Okręgi
W czasie rządów francuskich na terenach Syrii utworzono kilka okręgów z terytoriów dawnej Wielkiej Syrii. Ich utworzenie opierało się na pomyśle wykorzystania wewnętrznych niesnasek religijnych i etnicznych. Społeczności syryjskich nie udało się jednak skonfliktować i nastawić przychylnie do Francji, czego dowodem może być mnogość wybuchających w nich powstań przeciwko Francuzom.
Wyjątkiem był Wielki Liban, w którym chrześcijańska większość od dawna marzyła o niepodległości i końcu dominacji islamskiej. Francuzi, również chrześcijanie, jawili się społeczeństwu libańskiemu jako wyzwoliciele i gwarant ich niezależności.

### Lista okręgów
- Wielki Liban
- Dżabal ad-Duruz
- Okręg Damaszek
- Okręg Aleppo
- Państwo Alawitów (Latakia)
- Sandżak Aleksandretty